# Veli bej tornya

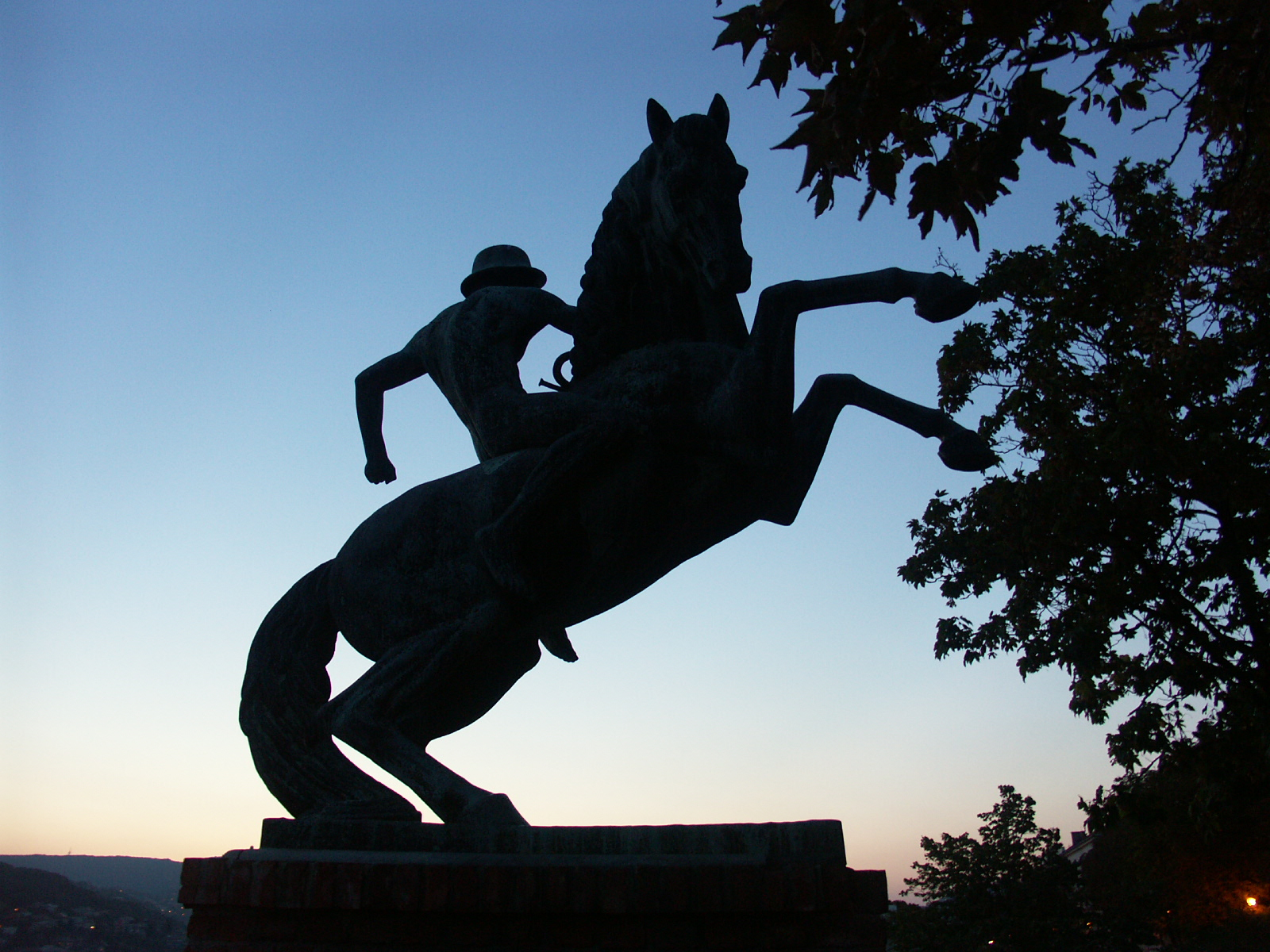
Az erdélyi kettes huszárok emlékműve a Tóth Árpád sétányon

Veli bej tornya a budai várnegyed nyugati erődrendszerének egyik bástyája, 1570 körül épülhetett. Török neve Veli bej kuleszi. Nevét építtetőjéről kapta, aki Szokollu Musztafa budai pasa idején hatvani szandzsákbej volt, és Budán számos alapítványa és építkezése ismert. Eredetileg ebben a rondellában is voltak kazamaták. Tervezték, hogy a 18. században átépítik, de erre nem került sor. A rondellán ma bronz lovasszobor látható, az erdélyi kettes huszárok emlékműve, Petri Lajos alkotása.